# José Miguel Pallarés
José Miguel Pallarés (Zaragoza, 8 de abril de 1966) es un escritor, traductor y guionista español. Es licenciado en Derecho (UNIZAR) y graduado en Ciencias y Lenguas de la Antigüedad (UAM). Durante los años noventa desarrolló su actividad como guionista en Toutain Editor, Planeta DeAgostini y Megamultimedia, ocupación que abandonó a finales de la década, momento a partir del cual se concentró en su faceta de escritor y articulista. 

### Novela
- 1998. El ayer vacío
- 2000. Bula Matari (escrita en colaboración con León Arsenal)[1] ISBN 978-84-95619-00-6
- 2005. Tiempo prestado[2] (escrita en colaboración con Amadeo Garrigós) ISBN 978-84-933862-7-6
- 2008. El tejido de la espada[3][4][5][6][7][8][9] ISBN 978-84-480-3655-3
- 2023. Jauría de truhanes.[10][11] ISBN 978-84-19293-45-9
- 2024. Nuestra Señora de la Vela. [12]ISBN 978-84-12934-71-7

### Novela corta
- 1999. El salario de la bailarina (novela breve escrita en colaboración con Armando Boix y Faustino Lobo, Bucanero, n.º 11)
- 2001. Enrolándose en el Belial (Antología Pulp, Sulaco, n.º 2) ISBN  9788495949080
- 2002. Noches nabateas (Antología Noches nabateas)
- 2012. El herrerillo (Antología El herrerillo y otros relatos)
- 2017. Los girasoles viejos no siguen al sol (Revista Barsoom, n.º 32)
- 2018. Temporada de fumigación (Revista Ulthar, números 6 y 7)
- 2019. El segundo génesis (Revista Ulthar, número 9)
- 2020. Resentimiento (Revista Ulthar, números 12 y 13)
- 2024. En las arenas de Barsoom (Revista Barsoom, número 50)

### Antologías
- 1996. En breve conquistaré esta tierra ISBN 978-84-921925-0-2
- 2002. Noches nabateas ISBN 978-84-95741-20-2
- 2003. Cuentos fantásticos de la España profunda (Recopilador) ISBN 978-84-96013-04-9
- 2012. El herrerillo y otros relatos ISBN 978-84-93904-11-1
- 2024. La edad de oro del fantástico en España (1989-2009) (Recopilador junto a Juan Manuel Santiago) ISBN 978-84-19293-76-3

### Relatos
- 1978. El barranco de los enamorados (Diario de Teruel)
- 1982. Pelos en la sopa (K, n.º 3)
- 1984. El hombre de cartón (Hijos de los Graco, n.º 0)
- 1984. Postal de un retrete con vistas a la Polinesia (Hijos de los Graco, n.º 2)
- 1985. Los cerdos síquicos (Generación en Línea, n.º 2)
- 1991. La sonrisa de la Gioconda (Aguisgrán, n.º 0)
- 1992. El simpático crimen del vertedero (Aquisgrán, n.º 1)
- 1992. Gabriela (Aquisgrán, n.º 2)
- 1992. Los gatos se esconden para morir (Aquisgrán, n.º 3)
- 1993. American Dream (Aquisgrán n.º 5)
- 1994. Día libre (Pesadillas de Segunda Mano, n.º 1)
- 1995. ¿Fue Ulises racional al retornar a Ítaca? (Usberunde, n.º 3/4)
- 1995. «Maravilloso», dijo ella (Aquisgrán, n.º 9)
- 1996. Soñar hace daño (BarZelona, n.º 8)
- 1996. Una mirada en el espejo[13] (BarZelona, n.º 9 y antología En breve conquistaré esta tierra)
- 1996. Muero cada amanecer (antología En breve conquistaré esta tierra)
- 1996. En breve conquistaré esta tierra (antología En breve conquistaré esta tierra)
- 1996. El síndrome de Pinocho (antología En breve conquistaré esta tierra)
- 1996. Nada como los amigos (antología En breve conquistaré esta tierra)
- 1996. La constante Sísifo (antología En breve conquistaré esta tierra)
- 1998. El perro de Femón (Ad Astra, n.º 13)
- 1998. Romper el lápiz (Mundos de papel, 2.ª época, n.º 0)
- 1999. Gabriela (versión extensa Ad Astra, n.º 15)
- 1999. El catador (Gigamesh, n.º 20)
- 1999. Pearl (Artifex 1.ª época, n.º 21)
- 1999. El sueño de Faetón (El Melocotón Mecánico, n.º 5)
- 1999. Año mil 3.0 (escrito con Faustino Lobo, publicado en la antología Impactos en el tercer milenio, Aroz Editor, colección Espiral n.º 16)
- 1999. La flor y la muerte (Ad Astra, n.º 16/17)
- 2000. La señorita del perro (Ad Astra, n.º 18)
- 2000. El último pizzicatto (Solaris, n.º 4)
- 2001. Escurzón (Gigamesh, n.º 29)
- 2001. Una escasa diferencia (Artifex 2.ª época, n.º 6)
- 2002. Nuestra Señora de la vela (Artifex 2.ª época, n.º 7)
- 2002. Alien (coescrito con Amadeo Garrigós; antología Noches nabateas)
- 2002. La ciudad de la sombras (antología Noches nabateas)
- 2002. Linaje de mi pluma (antología Noches nabateas)
- 2002. El palacio de la memoria (antología Noches nabateas)
- 2004. Cruzar el puente (Galaxia, n.º 8)
- 2004. Mejora genética (Galaxia, n.º 11)
- 2005. El ábaco (Galaxia, números 16 y 17)
- 2008. Las razones de Anne ("King Kong solidario": antología con ilustraciones y relatos breves aparecida con ocasión del 75 aniversario de King Kong en el marco del Festival Internacional de Cine de Catalunya, Sitges, de 2008. Los fondos de este acto benéfico se destinan a recaudar fondos para Médicos sin Fronteras. El proyecto fue fruto de la colaboración entre Scifiworld, una revista de cine fantástico, Planeta de Agostini y Norma Editorial.)
- 2012. Tres en uno (Antología El herrerillo y otros relatos)
- 2012. La cortina (Antología El herrerillo y otros relatos)
- 2012. Santo de bastos (Antología El herrerillo y otros relatos)
- 2014. Al sur de la canción (Revista Barsoom, n.º 23)
- 2016. La balada del minutero (Revista Barsoom, n.º 29)
- 2017.  Dirá la Crónica (Revista Barsoom, n.º 30)

## Ensayo

### Libros
- 1999. Conan. Un estudio sobre el mito (escrito en colaboración con León Arsenal y Eugenio Sánchez Arrate). Metrópolis milenio ISBN 978-84-605-9502-1
- 2001. Las 100 mejores novelas de ciencia ficción del siglo XX (Obra colectiva coordinada por Julián Díez y en la que también participaron Alberto Cairo, Luis G. Prado, Antonio Rivas, Eugenio Sánchez Arrate y Juan Manuel Santiago) La factoría de ideas. ISBN 978-84-8421-475-5
- 2002. Porque yo tengo un arma y tú no (escrito en colaboración con Juan Manuel Santiago). Ayuntamiento de Benalmádena/Metrópolis milenio. ISBN 978-84-931591-2-2
- 2003. Lon Chaney. El hombre de las mil caras[14] (escrito en colaboración con José Luis Torres). Diputación de Málaga. ISBN 978-84-7785-543-9
- 2003. Viñetas de celuloide. El cómic en el cine[15] Ayuntamiento de Benalmádena/Metrópolis milenio.  ISBN 978-84-931591-5-3
- 2003. Guía de la ciencia ficción y la fantasía en España ISBN 978-84-95495-38-9

### Artículos
- 1997. Bucanero: Un oasis en el desierto (Pórtico, 18)
- 1998. Red Sonja, el fruto prohibido (Ad Astra, 14)
- 1999. Ciberpunk (Solaris, 1)
- 1999. Presentación de El secreto de lord Kitchener (Biblioteca AEFCF vol. I)
- 1999. Neil Gaiman en televisión (Stalker, 5)
- 1999. Mala, el primer amor (Ad Astra, 15)
- 1999. Relatos salvajes. El posible espejo de nuestros propios sueños (Conan el bárbaro, vol.2, 37)
- 2000. Incal. El delirio que trascendió (Ultimate reports Vol. 2, nº 6)
- 2000. Animales fantásticos (Solaris 3)
- 2000. A la sombra del mito, coescrito con Conner McLeod (Solaris, 4)
- 2000. Michael Crichton, la especulación verosímil (Solaris, 5)
- 2000. El mítico reino de Redonda (Solaris, 6)
- 2000. De Felipe, la sonrisa ácida (Ultimate reports Vol. 2, n.º 13)
- 2000. Mis adorados desconocidos (Data, 14)
- 2001. Philip K. Dick en celuloide (Solaris, 7)
- 2001. Prólogo a Conan y la Hermandad roja (La factoría de ideas)
- 2001. Hannibal: biografía no autorizada (Solaris, 9)
- 2001. Apócrifos: rebañando las migajas (Yellow Kid, 1)
- 2001. Neil Gaiman (Solaris, 10)
- 2002. Prólogo a La ciudadela del miedo (Pulp Ediciones)
- 2002. J.R.R. Tolkien (semblanza biográfica) (Solaris, 12)
- 2002. El señor de los anillos (análisis literario) (Solaris, 12)
- 2002. La compañía negra (Solaris, 13)
- 2002. El gran poder del Chninkel (Yellow Kid, 4), págs. 43 a 47
- 2002. Vampiros (Solaris, 15)
- 2003. Fantasía española: La identidad en el escenario (cuentos fantásticos de la España profunda)
- 2003. El terror medieval, un pasado que no cesa (Galaxia, 1)
- 2003. Tolkien y el soldado Sam (Galaxia, 3)
- 2003. Narraciones terroríficas, una revista de leyenda, coescrito con José Luis Torres (Galaxia, 4)
- 2003. La realidad literaria de La liga de los hombres extraordinarios (Galaxia, 5)
- 2003. Estudio sobre Clark Ashton Smith: «Klarkash-Ton, sacerdote de la Atlántida» (publicado en Averoigne, Pulp Ediciones)
- 2004. Aquellos maravillosos años: cinco años de Solaris y de fantástico español (Solaris, 25)
- 2004. Rarezas marcianas: la huella de la obsesión (Galaxia, 7)
- 2004. El estado de la viñeta (Galaxia, 9)
- 2004. La ciencia-ficción nazi (Galaxia, 10)
- 2005. La fuerza de los débiles (Príncipe Valiente, Planeta DeAgostini, 8)
- 2006. Las edades de Valiente (Príncipe Valiente, Planeta DeAgostini, 17)
- 2006. A propósito de Harold… (Príncipe Valiente, Planeta DeAgostini, 18)
- 2006. Castillos en la Edad Media (Príncipe Valiente, Planeta DeAgostini, 19)
- 2006. El asedio (Príncipe Valiente, Planeta DeAgostini, 20)
- 2006. La evolución de los castillos (Príncipe Valiente, Planeta DeAgostini, 21)
- 2006. Las batallas de la Edad Media (Príncipe Valiente, Planeta DeAgostini, 22)
- 2006. Evolución del armamento en la Edad Media (Príncipe Valiente, Planeta DeAgostini, 23)
- 2006. Una civilización rural (Príncipe Valiente, Planeta DeAgostini, 24)
- 2006. Ars chimica (Príncipe Valiente, Planeta DeAgostini, 25)
- 2006. El ideal caballeresco (Príncipe Valiente, Planeta DeAgostini, 26)
- 2011. Los hunos (Príncipe Valiente 1946, edición íntegra, Planeta DeAgostini, tomo 10)
- 2011. Navegantes de la antigüedad (publicado en el libro En alas del viento, de Talbot Mundy, Panini)
- 2011. Los vikingos (Príncipe Valiente 1950, edición íntegra, Planeta DeAgostini, tomo 14)
- 2011. Los malvados (Príncipe Valiente 1951, edición íntegra, Planeta DeAgostini, tomo 15)
- 2011. Las ciudades de Valiente (Príncipe Valiente 1954, edición íntegra, Planeta DeAgostini, tomo 18)
- 2012. La fantasía como síntoma (Paradigma, 12, Universidad de Málaga)
- 2012. Los sajones, el invasor incesante (Príncipe Valiente 1957, edición íntegra, Planeta DeAgostini, tomo 21)
- 2012. La fantasía como síntoma (Paradigma, 12, Universidad de Málaga)
- 2012. La canción de la espada (Príncipe Valiente 1960, edición íntegra, Planeta DeAgostini, tomo 24)
- 2012. Cartografía medieval (Príncipe Valiente 1961, edición íntegra, Planeta DeAgostini, tomo 25)
- 2012. La canción patriótica a comienzos del siglo XIX (Scherzo, n.º 273)
- 2012. Tierra Santa y la devoción armada (Príncipe Valiente 1965, edición íntegra, Planeta DeAgostini, tomo 29)
- 2012. Tempus fugit (Príncipe Valiente 1966, edición íntegra, Planeta DeAgostini, tomo 30)
- 2012. Los devotos (Príncipe Valiente 1972, edición íntegra, Planeta DeAgostini, tomo 36)
- 2012. Efectos especiales: trucos, secretos, alquimia (Príncipe Valiente 1976, edición íntegra, Planeta DeAgostini, tomo 40)
- 2012. La Britania de Arturo Pendragón (Príncipe Valiente 1977, edición íntegra, Planeta DeAgostini, tomo 41)
- 2012. Las islas morales (y otros mitos alegóricos del medievo) (Príncipe Valiente 1978, edición íntegra, Planeta DeAgostini, tomo 42)
- 2012. Confluencia de leyendas (Príncipe Valiente 1986, edición íntegra, Planeta DeAgostini, tomo 50)
- 2012. El Nuevo Mundo (Príncipe Valiente 1987, edición íntegra, Planeta DeAgostini, tomo 51)
- 2012. Merlín, arquetipo crepuscular (Príncipe Valiente 1988, edición íntegra, Planeta DeAgostini, tomo 52)
- 2012. Los idiomas en tiempo de Valiente (Príncipe Valiente 1989, edición íntegra, Planeta DeAgostini, tomo 53)
- 2012. El ocaso de Camelot (Príncipe Valiente 1990, edición íntegra, Planeta DeAgostini, tomo 54)
- 2012. Una aventura cada vez más fantástica (Príncipe Valiente 1991, edición íntegra, Planeta DeAgostini, tomo 55)
- 2012. Tillicum, la skrænling (Príncipe Valiente 1995, edición íntegra, Planeta DeAgostini, tomo 59)
- 2013. Gary Gianni, el tercer rey (Príncipe Valiente 2005, edición íntegra, Planeta DeAgostini, tomo 69)
- 2017. Textos de terror en la literatura latina (Revista Barsoom, n.º 31)
- 2017. Más allá de la cuchilla (introducción a El collar de perlas, o Sweeney Todd, el barbero diabólico de la calle Fleet, Vol. I)

## Guiones de historietas

### Álbumes
- 1997. Seis postdatas a un tiempo (Barzelona Còmic, 1996) Recopila seis historias de ciencia ficción previamente publicadas: El hombre que pensaba demasiado, Le creemos Mr. Loyce, Muero cada amanecer, Yo, Dios, Fabricamos historia al por mayor y Especie protegida. La Asociación Qi'tomer, Málaga, reeditó el álbum en 2008. [Dibujante: Francisco Nájera]
- 2002. Bram el yacoí (Ediciones Quepuntoes). El álbum se reeditó en julio de 2007 por Asociación Qi'tomer, Málaga, con material inédito y varios extras. La segunda edición contiene las historias Ratas en el laberinto, La semilla que llegó del cielo, Voces en la noche, El hombre sin sombra, Tacuarembó, Cita en la casa colorada, El último edén y El sucesor. La editorial canadiense Arcana Comics ha adquirido los derechos para el mercado norteamericano. ISBN 978-84-95949-22-6
- 2004. Hechicero (incluye el material publicado en la revista The Realm, números 1 a 5 más una historia inédita: Asómate a mis ojos)
- 2006. Naukha, la hereje [Dibujante: Miguel Ángel Cáceres] ISBN 84-934715-1-8

### Historietas
- 1993. Pero he aquí que floreció (Califa, n.º 2)[Dibujante: Francisco Nájera]
- 1994. Mirando al sol (Creepy Segunda Época, n.º 1) [Dibujante: Santiago Martín Salvador]
- 1994. Lluvia de abril (Viñeta 6, n.º, 7) [Dibujante: Francisco Nájera]
- 1995. Las espinas de una rosa. (Creepy, n.º 9) [Dibujante: L. Martínez Roca]
- 1995. Todo esto para ti (BarZelona, n.º 7)[Dibujante: Miguel Ángel Cáceres]
- 1996. Los hijos de la Luna (Opar, n.º 4)[Dibujante: Francisco Nájera]
- 1996. Especie protegida (El boletín, n.º 39)[Dibujante: Francisco Nájera]
- 1997. La semilla que cayó del cielo (La Espada Salvaje de Conan, n.º 10, vol. II)[Dibujante: Miguel Ángel Cáceres]
- 1997. Asimilación (COMunICarte, n.º 0, prozine editado por el taller de cómic de la Facultad de Bellas Artes de Sevilla) [Dibujo:Pedro Bascón]
- 1997. Ratas en el laberinto (Relatos salvajes, one-shot)
- 1998. El juego de la rata (BarZelona, n.º 10) Ese mismo año se publicó en el número 24 del boletín informativo de la AEFCF, Pórtico.[Lápiz y tinta: Emilio Gallego]
- 1998. La piel del laberinto (La espada Salvaje de Conan, Vol. III, n.º 10) [Dibujo: Jesús Merino]
- 1998. El precio de un sueño (BarZelona, n.º 11) [Dibujo: José Luis Escalante]
- 1998. El quinto: No matarás en vano... (BarZelona, n.º 11)
- 1999. Serie «La viuda» (The Realm, Megamultimedia, números 1 a 5) [Dibujo: Miguel Lacal]
- 1999. Deirdre de los pesares (Barbarian, números 1 a 5, Megamultimedia, serie inconclusa) [Dibujante: Antonio Vázquez]
- 2000. No es que te odie (Sword, 3.ª época -La Factoría de ideas-, n.º 5) [Dibujante: Antonio Vázquez]
- 2000. Tal vez un desertor, escrito en colaboración con Carlos Yáñez (Sword, 3.ª época -La Factoría de ideas-, n.º 5)
- 2001. Gris es mi calavera (El reino salvaje de Conan, n.º 5. Planeta DeAgostini) [Lápiz: Jesús Saiz. Tinta: Fernando Blanco]
- 2002. Esperando a un profeta (El reino salvaje de Conan, n.º 16, Planeta DeAgostini)[Lápiz y tinta: Carlos J Arroyo Saavedra]
- 2005. The Marauders (Variants Anthology) Se publicó en España dos años después en el número 2 de la revista Cthulhu (ediciones Zanzíbar) bajo el título Sirenas del desierto. [Dibujante: Miguel Ángel Cáceres]
- 2005. The Successor (Mainstay Anthology-Book) [Lápiz, tinta y grises: Miguel Ángel Cáceres]
- 2022. El palacio de medianoche (Cthulhu n.º 26, Diàbolo) [Dibujo:  Carlos Arroyo Saavedra

## Traducción
Aparte de su carrera como escritor ha desarrollado una amplia carrera como traductor en la que se incluyen los siguientes títulos:

### Libros
- 2001. Conan y la hermandad roja, de Leonard Carpenter (La factoría de ideas)
- 2002. La ciudadela del miedo, de Francis Stevens (Río Henares Producciones Gráficas)
- 2003. La novia del diablo, de Seabury Quinn (Río Henares Producciones Gráficas)
- 2003. Pirámides, de Fred Saberhagen (Río Henares Producciones Gráficas)
- 2004. Suyas serán las estrellas, de James Blish (Río Henares Producciones Gráficas)
- 2005. La yegua blanca, de Jules Watson (Suma de letras). Traducido junto a Amado Diéguez
- 2005. Tierras de Elyon 1. El secreto de las Colinas Oscuras, de Patrick Carman (Alfaguara)
- 2006. La torre de las serpientes, de William King (Timun Mas y Altaya)
- 2006. Los reyes fantasmas, de Henry Haggard (Transversal)
- 2006. No es el fin del mundo, de Geraldine McCaughrean (Alfaguara)
- 2006. Tierras de Elyon 2. El valle de espinos, de Patrick Carman (Alfaguara; publicado en Estados Unidos por Scholastic con el título Más allá del valle de espinos)
- 2006. Tierras de Elyon 3. La décima ciudad, de Patrick Carman (Alfaguara)
- 2007. Crepúsculo, un amor peligroso, de Stephenie Meyer (Alfaguara, Punto de lectura y Círculo de lectores)
- 2007. Eclipse, de Stephenie Meyer (Alfaguara y Círculo de lectores). Traducido junto a M.ª Jesús Sánchez
- 2007. Beowulf, de Caitlin Kiernan (Espasa). Traducido junto a M.ª Jesús Sánchez y José Calles
- 2007. El aprendiz de mago, de Ed Masesa (Alfaguara).
- 2007. El asesino de la reina, de William King (Timun Mas y Altaya)
- 2007. El dragón de Su Majestad, de Naomi Novik (Alfaguara y Círculo de lectores)
- 2007. El pabellón de las lágrimas, de Rei Kimura (Espasa)
- 2007. El trono de jade, de Naomi Novik (Alfaguara y Círculo de lectores)
- 2007. La llave de Sarah, de Tatiana de Rosnay (Suma de letra y Punto de lectura)
- 2007. Tatuaje de monstruo, de DM Cornish (Alfaguara y Círculo de lectores). Traducido junto a M.ª Jesús Sánchez
- 2007. Temerario, la guerra de la pólvora, de Naomi Novik (Alfaguara y Círculo de lectores)
- 2008. Amanecer, de Stephenie Meyer (Alfaguara y Círculo de lectores). Traducido junto a M.ª Jesús Sánchez
- 2008. Luna Nueva, de Stephenie Meyer (Alfaguara y Círculo de lectores)
- 2008. El cuaderno de Rutka, de Rutka Laskier (Suma de letras). Traducido junto a Joanna Bardzinska
- 2008. El escudo de los tres leones, de Pamela Kaufman (Espasa). Traducido junto a M.ª Jesús Sánchez
- 2008. La rosa de Escocia, de Janet Paisley (Espasa). Traducido junto a M.ª Jesús Sánchez
- 2008. Runas, de Joanne Harris (Alfaguara y Círculo de lectores)
- 2009. Baltimore, de Mike Mignola y Michael Golden (Suma de letras)
- 2009. El hombre marcado, de Peter V. Brett (Minotauro). Traducido junto a M.ª Jesús Sánchez
- 2009. El ladrón de sombras, de Alexandra Adornetto (Espasa)
- 2009. Sangre y hielo, de Robert Masello (Espasa). Traducido junto a M.ª Jesús Sánchez
- 2009. Vampire Academy, de Richelle Mead (Alfaguara). Traducido junto a M.ª Jesús Sánchez
- 2010. Boomerang, de Tatiana de Rosnay (Suma de letras)
- 2010. Hermosas criaturas, de Kami García y Margaret Peterson (Espasa). Traducido junto a M.ª Jesús Sánchez
- 2010. Tempestad de visiones, de Christina Dodd (RBA. Satén). Traducido junto a M.ª Jesús Sánchez
- 2011. Monster, de Lee Martínez (Minotauro). Traducido junto a M.ª Jesús Sánchez
- 2011. La invasión de Britania, de Talbot Mundy (Panini)
- 2011. En las montañas de la locura, de H.P. Lovecraft (Ecir)
- 2011. En alas del viento, de Talbot Mundy (Panini)
- 2011. Sombras romanas, de Talbot Mundy (Panini)
- 2011. El rescate, de Talbot Mundy (Panini)
- 2011. Conspiración, de Talbot Mundy (Panini)
- 2011. El imperio de marfil, de Naomi Novik (Alfaguara)
- 2012. La canción de Aquiles, de Madeline Miller (Suma de letras)
- 2012. Victoria de águilas, de Naomi Novik (Alfaguara)
- 2012. El circo mágico, de Alexandra Adornetto (Espasa)
- 2013. La biblioteca perdida, de A. M. Dean (Suma de letras)
- 2013. El León de Petra, de Talbot Mundy (Nauclero). Traducido junto a Beatriz C. Montes
- 2021. El fantasma de agua y otras historias de espectros singulares, de John Kendrick Bangs (Nauclero). Traducido junto a Alberto Díaz
- 2022. Galatea, de Madeline Miller (AdN, Alianza)

### Relatos
- 1997. Nieve, vidrio, manzanas, de Neil Gaiman (Artífex, 15). Cotraducido con Luis G. Prado.
- 2003. La desolación de Soom, de Clark Ashton Smith (Galaxia, 1)
- 2003. La tristeza del verdugo, de Fritz Leiber (Galaxia, 2)
- 2003. Aceite de perro, de Ambrose Bierce (Galaxia, 4)
- 2004. La venganza de Nitocris, de Tennessee Williams (Galaxia, 7)
- 2004. La sibila blanca, de Clark Ashton Smith (Galaxia, 8)
- 2004. Pues la sangre es vida, de Francis Clarion Crawford (Galaxia, 11)
- 2008. La nave de Isthar (comienzo inédito), de Abraham Merritt (Barsoom, 5)
- 2020. La joven dama de negro, de Amyas Northcote (En compañía de fantasmas, Diàbolo)
- 2020. La casa en el bosque, de Amyas Northcote (En compañía de fantasmas, Diàbolo)

### Cómic
- 2005. Príncipe Valiente. Tomos 1 a 11 (Planeta deAgostini)
- 2005. Rip Kirby (cotraducción con Enrique Sánchez Abulí) 1, 5 y 7. (Planeta deAgostini)
- 2005. Snoopy y Carlitos, de Charles Schulz, tomos 1 a 4, traducidos con León Arsenal; tomo 5, traducido con María Jesús Sánchez Planeta deAgostini)
- 2005. The Spider: El réquiem de los carroñeros (Planeta deAgostini)
- 2006. Conan la leyenda. Números 1 a 24 (Planeta deAgostini)
- 2006. Conan y las joyas de Gwahlur (Planeta deAgostini)
- 2006. James Bond. Tomos 1, 2, 3 y 4 (Planeta deAgostini)
- 2006. Krazy Kat, 1 (Planeta deAgostini)
- 2007. El informe 11-S (Panini)
- 2007. Las crónicas de Conan, 8. Hermanos de espada (Planeta deAgostini)
- 2007. Neverwhere, de Gaiman, Carey, Fabry (Planeta deAgostini)
- 2007. Shadowmancer (Alfaguara infantil y juvenil)
- 2007. Ultimate Iron Man Vol 1. (Panini)
- 2008. Anita Blake Cazavampiros. Placeres prohibidos (Panini)
- 2008. Criminal 1. Cobarde (Panini)
- 2008. Criminal 2. Sin ley (Panini)
- 2008. Después del 11-S, la guerra contra el terrorismo (Panini)
- 2008. Red Sonja (serie) 1. La caída de Gathia (Panini)
- 2008. Red Sonja (serie) 2. Arqueros (Panini)
- 2008. Red Sonja Vs. Thulsa Doom (Panini)
- 2008. Red Sonja. La reina del yermo helado (Panini)
- 2008. Shadowplay (Norma editorial)
- 2008. Spiderman y Red Sonja (Panini)
- 2008. Ultimate Iron Man Vol 2. (Panini) Traducido junto a Marimar Bejarano
- 2009. Criminal 3. El muerto y los moribundos (Panini)
- 2009. Criminal 4. Mala noche (Panini)
- 2009. Diario de Guerra, de Hugo Pratt (Panini)
- 2009. La Biblia manga: del Génesis al Apocalipsis (Panini)
- 2009. La Biblia manga: El Nuevo Testamento (Panini)
- 2009. Red Sonja (serie) 3. El ascenso de Kulan Gath (Panini)
- 2009. Red Sonja (serie) 4. Animales (Panini)
- 2009. Red Sonja. El retorno de Thulsa Doom (Panini)
- 2009. Red Sonja. La maldición de los dioses (Panini)
- 2009. Red Sonja. Viajes (Panini)
- 2010. Criminal 5. Los pecadores (Panini)
- 2010. Lejos de Camelot. Tiras modernas de Príncipe Valiente (Panini)
- 2010. Red Sonja (serie) 6. Muerte (Panini)
- 2010. Relatos salvajes de Red Sonja (Panini)
- 2011. Red Sonja (serie) 7. Resurrección (Panini)
- 2011. Red Sonja (serie) 8. Linaje de sangre (Panini)
- 2011. Príncipe Valiente, tomos 1 a 22 (Planeta DeAgostini)
- 2011. Red Sonja (serie) 9. Temporada de guerra (Panini)
- 2012. Príncipe Valiente, tomos 66 y 67 (Planeta DeAgostini)
- 2020. Criaturas del pantano. Biblioteca de cómics de terror de los años 50, Vol. 5 (Diábolo)
- 2020. Fantasmas. Biblioteca de cómics de terror de los años 50, Vol. 6 (Diábolo)
- 2021. El extraño mundo de tus sueños, Biblioteca de cómics de terror de los años 50, Vol. 7 (Diàbolo)
- 2023. No escupas al viento, de Stefano Cardoselli y Dan Lee (Diàbolo).